# Codex Einsidlensis 358
Der Codex Einsidlensis 358 enthält zwei für den mittelalterlichen Bildungsweg des Quadriviums wichtige Texte, De arithmetica et geometria und De musica, beide verfasst vom Philosoph und Theologen Boethius. Die lateinische Handschrift, an der von verschiedenen Schreibern gearbeitet wurde, stammt aus der zweiten Hälfte des 10. Jahrhunderts und wurde im Kloster Einsiedeln geschrieben, wo sie heute noch aufbewahrt wird. Auffallend sind die zahlreichen Zeichnungen, darunter einige historisch besonders wertvolle Darstellungen von Musikinstrumenten.

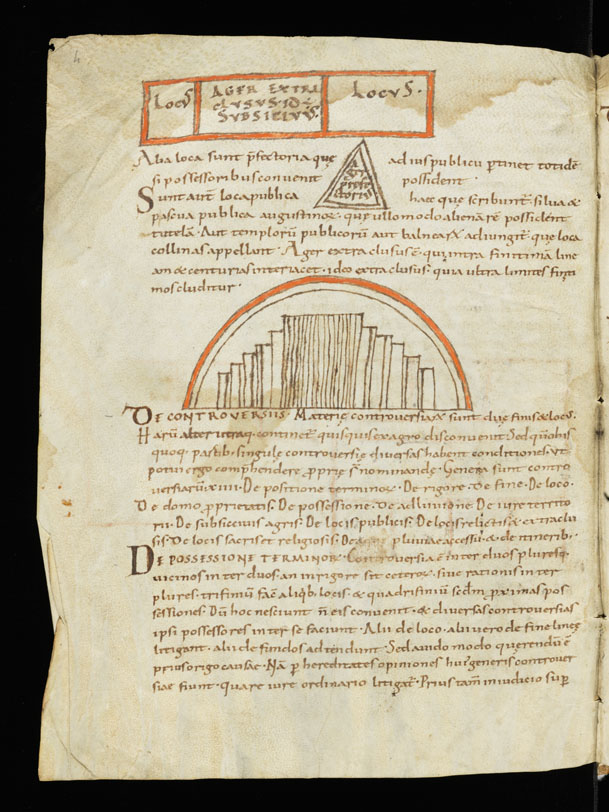
Beispiel einer geometrischen Darstellung, S. 4

## Beschreibung des Codex
Das Manuskript umfasst 270 Pergamentseiten im Format von 227 × 177 mm, welche in 17 teilweise stark unregelmässigen Heften angeordnet sind. Auffallend ist, dass an verschiedenen Stellen im Manuskript insgesamt 10 kleinere Pergamentblätter mit kurzen erläuternden Texten oder Abbildungen eingefügt wurden. Die normalen Seiten umfassen einheitlich jeweils 35 Zeilen; die Linierung ist deutlich sichtbar. Die verschiedenen Verfasser gebrauchten eine braune Tinte und benutzten eine für das 10. Jahrhundert typische karolingische Minuskel. Es finden sich zahlreiche zwischen die Zeilen geschriebene Bemerkungen zum Text, die jüngeren Datums sind. Darunter sind Notizen des Heinrich von Ligerz, eines Bibliothekars von Einsiedeln aus dem 14. Jahrhundert. Aus derselben Zeit stammt auch der Einband, der aus mit weissem Leder bezogenen Holzdeckeln besteht. Der Buchrücken erhielt eine Verstärkung in Form von Pergamentstreifen; eine Schliesse aus Leder und Metall ist noch vorhanden.

## Buchschmuck

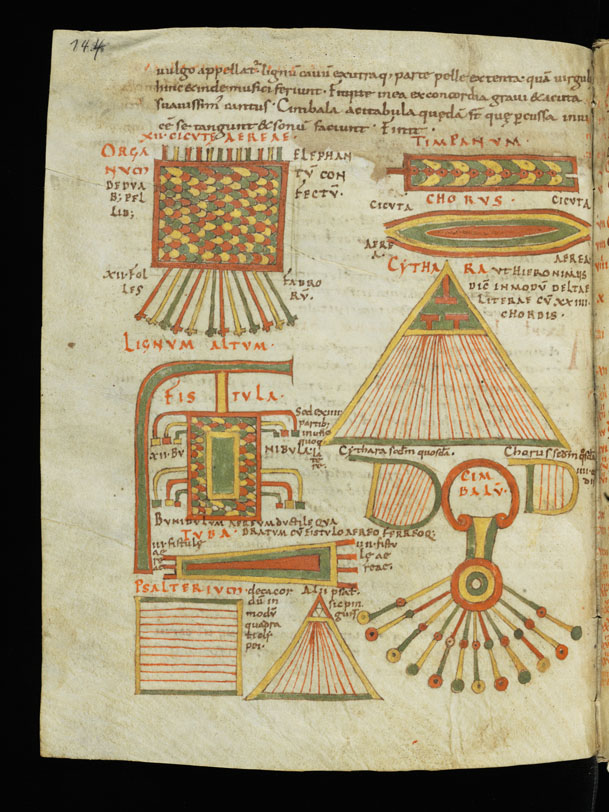
Musikinstrumente, S. 144

Es handelt sich um ein recht spärlich mit Schriftverzierungen ausgestattetes Werk; die Überschriften und Anfangsbuchstaben werden lediglich durch Rubrizierungen hervorgehoben. Zentral sind allerdings die zahlreichen den Text erläuternden Zeichnungen in Form von geometrischen Figuren oder Skizzen. In einigen Fällen sind diese Zeichnungen auf kleinen Blättern zwischen die Seiten gebunden. Die auffallendste Stelle der Handschrift findet sich auf Seite 144 mit der Darstellung mehrerer Musikinstrumente, welche einen besonderen Einblick in die Musikgeschichte ermöglichen.

## Inhalt
Im Manuskript sind verschiedene Werke enthalten. Zu Beginn stehen einige geometrische Betrachtungen, die vermutlich eine von Boethius vorgenommene Übersetzung von Auszügen aus dem Werk von Euklid darstellen. Geometrische Fragen werden in Boethius’ anschliessender Schrift De institutione arithmeticae weiter erörtert. Danach ist ein Brief des heiligen Hieronymus über Gesänge und der Abschnitt über Musikinstrumente aus den Origines des Isidor von Sevilla eingeschoben, bevor mit De musica wieder ein Text von Boethius folgt. In diesem finden sich auch einige kurze Abschnitte in griechischer Sprache. Ein wichtiges Anliegen des Boethius in diesem Werk ist die mathematische Fixierung der Verhältnisse der Töne untereinander und das Aufzeigen der durch die pythagoreische Zahlentheorie vorhandenen Harmonie in der Musik.

## Geschichte des Codex
Mit der 2. Hälfte des 10. Jahrhunderts fällt der Ursprung dieses Manuskriptes in die Frühzeit des Skriptoriums von Einsiedeln. Der Codex scheint über tausend Jahre stets am selben Ort geblieben zu sein, wovon die Notizen und Anmerkungen aus späterer Zeit Zeugnis ablegen. Klöster stellten eine zentrale Institution für die Aufbewahrung und Vermittlung von Wissen dar; die Handschrift, welche mit Musik, Arithmetik und Geometrie wichtige Bestandteile des Quadriviums behandelt, wurde vermutlich für die Ausbildung der Mönche und den Gebrauch im Kloster selbst hergestellt.

## Galerie

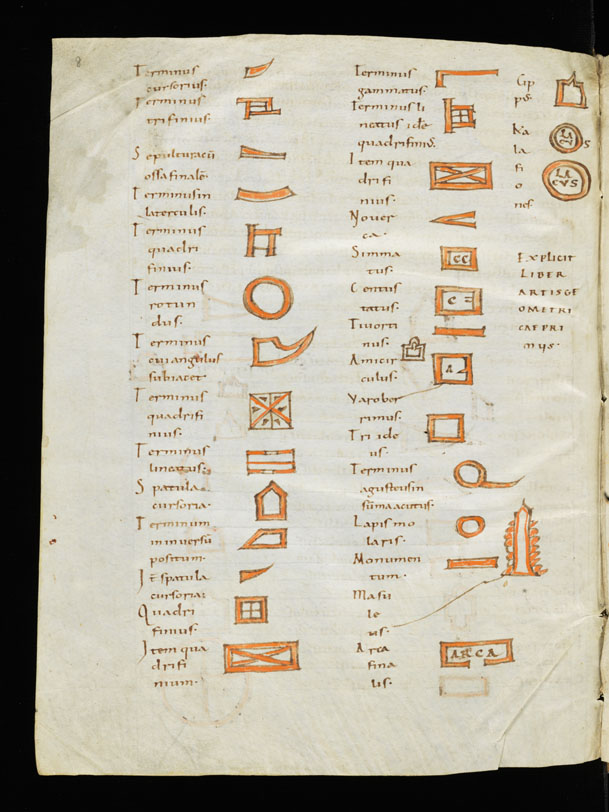
Geometrische Figuren, S. 8
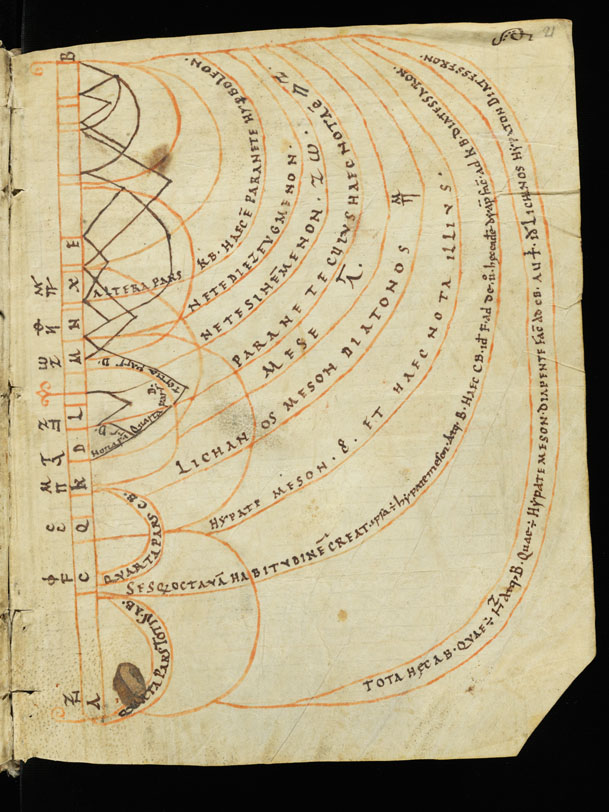
Darstellung der Tonverhältnisse, S. 21
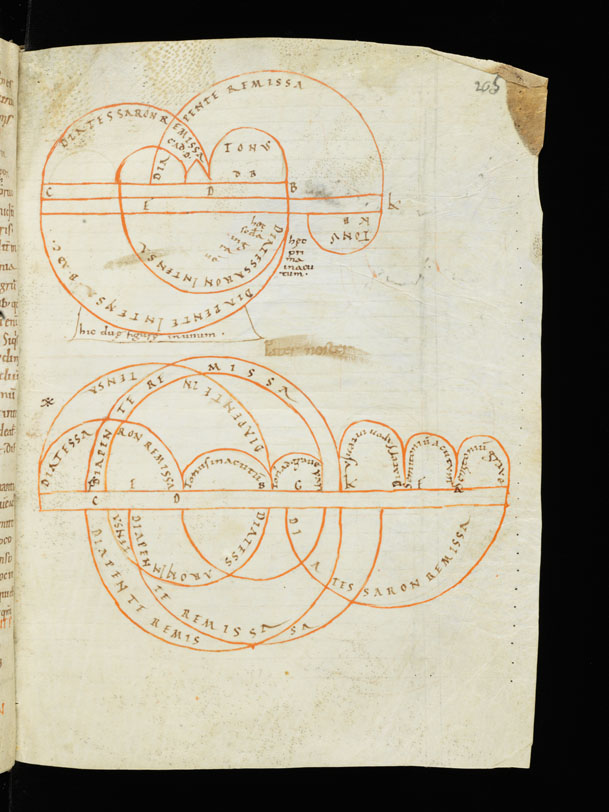
Zeichnung zur Musiktheorie, S. 205
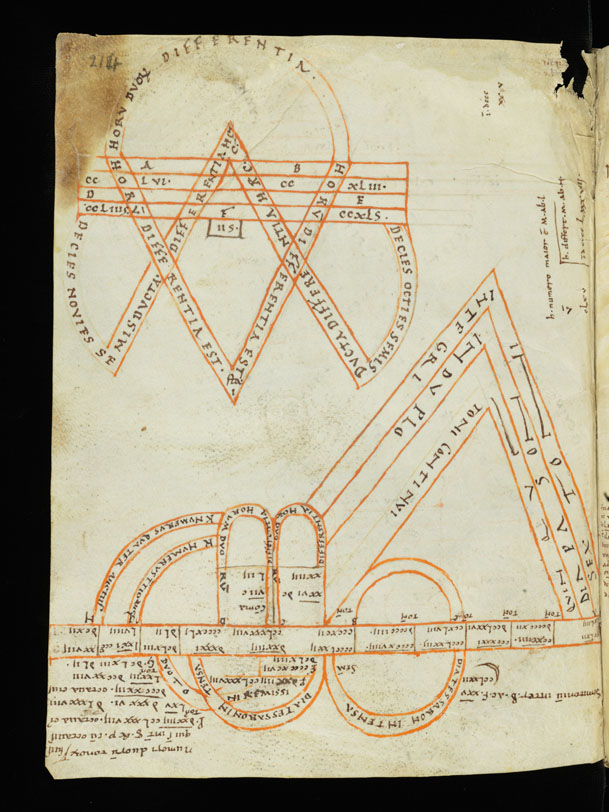
Zeichnung zur Musiktheorie, S. 214